# 變幻的夜
《變幻的夜》（英語：Night Changes）是英国-爱尔兰男子组合1世代的一首歌曲，收录于他们的第4张录音室专辑《青春第四課》中。歌曲由团体全部成员与杰米·斯科特、朱利安·布内塔和约翰·莱恩创作，其中布内塔和莱恩也参与了歌曲的制作。2014年11月14日，歌曲作为专辑的第2张单曲发行，是贊恩·馬利克离开团体前团体发布的最后一张单曲。

## 音乐录像带
歌曲的官方音乐录像带由本·温斯顿导演，于2014年11月21日发布。連恩·佩恩的现实女友参与了影片的录制，但没有出镜。
影片围绕着与1世代成员约会展开。五名团体成员在五处不同的地方录制本影片。其中与馬利克的约会地点在意大利餐厅，和湯姆林森则在乡间开车，和霍蘭在一处壁炉附近玩地產大亨和疊疊樂，和斯泰爾斯滑冰，和佩恩则是在参加嘉年华。
而当约会进行一段时间后，一切事情都变糟了。馬利克遇见了约会对象的前男友，并被泼了一头的食物和水，而约会对象也因此离开了马利克。接着，斯泰尔斯发现一对夫妇在玩弄滑冰技巧，他和约会对象试图对其进行模仿，但双双受伤。和约会对象在嘉年华玩的时候，佩恩突然感到恶心，并吐到了约会对象帽子里。霍蘭在靠近壁炉时不小心烧着了自己的毛衣，并弄脏了约会对象的裙子。而湯姆林森则在与警察开玩笑后被警察锁定，由于警察的抓捕，他只得抛下约会对象独自逃跑。

## 曲目列表
- 数字EP[7]

1. "Night Changes" (Afterhrs Remix) – 3:40
2. "Night Changes" (live acoustic session) – 3:40
3. "Steal My Girl" (live acoustic session) – 3:46

- CD单曲

1. "Night Changes" (Afterhrs Remix) – 3:40
2. "Night Changes" (live acoustic session) – 3:40

## 榜单成绩与销售认证
| 榜单（2014年-2015年）                | 最高 排位 |
| ------------------------------------ | --------- |
| 澳大利亚（澳大利亚唱片业协会單曲榜） | 33        |
| 奥地利（Ö3四十强单曲榜）             | 42        |
| 比利时佛兰德（Ultratip榜外單曲榜）   | 1         |
| 比利时瓦隆（Ultratip榜外單曲榜）     | 4         |
| 加拿大（Canadian Hot 100）           | 20        |
| 捷克（百強數位單曲榜）               | 19        |
| 法国（法國唱片出版業公會單曲榜）     | 106       |
| 德国（德國官方單曲榜）               | 79        |
| 愛爾蘭（愛爾蘭唱片音樂協會单曲榜）   | 13        |
| 日本（Japan Hot 100）                | 97        |
| 荷兰（百强单曲榜）                   | 76        |
| 新西兰（新西兰唱片音乐协会单曲榜）   | 11        |
| 斯洛伐克（百強數位單曲榜）           | 22        |
| 斯洛伐克（電台百強單曲榜）           | 47        |
| 西班牙（西班牙音樂製作協會）         | 22        |
| 瑞典（瑞典最熱榜）                   | 40        |
| 瑞士（瑞士热门音乐榜）               | 46        |
| 英國（官方榜单公司單曲榜）           | 7         |
| 美国（《告示牌》百大單曲榜）         | 31        |
| 美國（《告示牌》成人當代單曲榜）     | 22        |
| 美國（《告示牌》Adult Pop Airplay）  | 13        |
| 美國（《告示牌》Pop Airplay）        | 14        |

| 榜单（2015年）               | 排位 |
| ---------------------------- | ---- |
| 美國（《告示牌》百強單曲榜） | 98   |

| 地區                                                       | 认证 | 认证单位/销量 |
| ---------------------------------------------------------- | ---- | ------------- |
| 澳大利亚（澳大利亚唱片业协会）                             | 金   | 35,000^       |
| 加拿大（加拿大音乐协会）                                   | 金   | 40,000*       |
| 意大利（意大利音乐产业联盟）                               | 金   | 0‡            |
| 新西兰（新西兰唱片音乐协会）                               | 金   | 7,500*        |
| 英国（英国唱片业协会）                                     | 金   | 400,000‡      |
| 美国（美國唱片業協會）                                     | 白金 | 1,000,000‡    |
| *僅含認證的實際銷量 ^僅含認證的出貨量 ‡僅含認證的+實際銷量 |      |               |